# Cyrtanthus debilis
Cyrtanthus debilis är en amaryllisväxtart som beskrevs av Deirdré Anne Snijman. Cyrtanthus debilis ingår i släktet Cyrtanthus, och familjen amaryllisväxter. Inga underarter finns listade i Catalogue of Life.